# Johann Beaulieu
Johann Peter de Beaulieu (ur. 26 października 1725 w Jodoigne, zm. 22 grudnia 1819 w Linzu) – austriacki wojskowy, generał, baron 

## Życiorys
W służbie od 1743 roku, odbył większość kampanii wojny siedmioletnej jako kapitan piechoty lub adiutant polowy. W 1789, w czasie rewolucji brabanckiej, stracił jedynego syna. 31 maja 1790 został mianowany na stopień generała majora ze starszeństwem od 14 marca 1789. 19 października 1790 roku został awansowany na stopień generała porucznika i na równinach Belgii stawiał w 1792 roku czoła Dumouriezowi, a dwa lata później – Jourdanowi. Kwatermistrz generalny (szef sztabu) armii Fryderyka Augusta Hanowerskiego, później Clerfayata, w 1794. Pod koniec 1795 roku przeznaczony do Włoch. 4 marca 1796 został awansowany na stopień generała artylerii. Odwołany w niesławie (podobnie jak wcześniej Wallis i de Wins) w czerwcu 1796 roku, wycofał się ze służby. Pod koniec życia poświęcił się kolekcjonowaniu dzieł sztuki.